# Le Pic-vert russe
 (août 2025).
Pour plus de détails, voir Fiche technique et Distribution.
Le Pic-vert russe (The Russian Woodpecker) est un film américain réalisé par Chad Gracia, sorti en 2015.

## Synopsis
Le film suit Fedor Alexandrovich dans la recherche des causes de catastrophe nucléaire de Tchernobyl.

## Fiche technique
- Titre : Le Pic-vert russe
- Titre original : The Russian Woodpecker
- Réalisation : Chad Gracia
- Scénario : Chad Gracia
- Musique : Katya Mihailova
- Photographie : Artem Ryzhykov
- Montage : Chad Gracia et Devin Tanchum
- Production : Ram Devineni et Mike Lerner
- Société de production : GraciaFilms, Roast Beef Productions et Rattapallax
- Pays :  États-Unis,  Ukraine et  Royaume-Uni
- Genre : Documentaire
- Durée : 80 minutes
- Dates de sortie : 
  -  États-Unis : 16 octobre 2015

## Distinctions
Le film reçois le Grand prix du jury dans la section Documentaire international au Festival du film de Sundance 2015.